# Josiah Thomas
Josiah Thomas (ur. 28 kwietnia 1863 w Camborne, zm. 5 lutego 1933 w Sydney) – australijski polityk kornwalijskiego pochodzenia. W latach 1911–1913 pełnił urząd ministra spraw zagranicznych Australii.

## Życiorys
Jako młody chłopak zdobył fach górnika. Początkowo pracował w kopalniach w Kornwalii, zaś jako dwudziestoparolatek wyemigrował do Australii, gdzie osiadł w okolicach Broken Hill i nadal pracował w górnictwie. Począwszy od lat 90. XIX wieku był aktywnym działaczem górniczych związków zawodowych. Należał m.in. do grona organizatorów trwającego szesnaście tygodni strajku górników w 1892 roku. Kiedy ośmiu jego kolegów zostało aresztowanych w związku z tymi zajściami, Thomas wsławił się niezwykle ostrą krytyką orzekających w ich sprawie sędziów. Pikanterii sprawie dodawał fakt, iż sam był wówczas sędzią pokoju. Przypłacił to dymisją ze stanowiska sędziowskiego oraz zwolnieniem z pracy w kopalni. 
W 1894 rozpoczął karierę polityczną, uzyskując mandat w Zgromadzeniu Ustawodawczym Nowej Południowej Walii z ramienia Australijskiej Partii Pracy (ALP). W parlamencie zajmował się głównie kwestiami związanymi z bezpieczeństwem i higieną pracy, ale dał się także poznać jako umiarkowany przeciwnik idei powstania federacji dotychczasowych kolonii brytyjskich w Australii. Kiedy jednak federacja stała się faktem, w 1901 wystartował w pierwszych wyborach do federalnej Izby Reprezentantów i uzyskał mandat w okręgu wyborczym Barrier. W 1908 został ministrem poczty w pierwszym gabinecie Andrew Fishera, urzędującym do 1909 roku. W kwietniu 1910 wrócił na to stanowisko w drugim gabinecie Fishera. W październiku 1911 został przeniesiony na urząd ministra spraw zagranicznych, który pełnił do czerwca 1913 roku. 
Po rozłamie w Partii Pracy w czasie I wojny światowej opowiedział się po stronie Billy'ego Hughesa i wszedł w skład nowo utworzonej Nacjonalistycznej Partii Australii, której Hughes był liderem. W roku 1917 przeniósł się do Senatu, gdzie zasiadał do 1922, a potem ponownie w latach 1925-1929. Po nieudanej próbie uzyskania reelekcji w 1929 przeszedł na polityczną emeryturę. Zajął się wówczas pracą społeczną, m.in. należał do gorących zwolenników wprowadzenia w Australii prohibicji. Zmarł w lutym 1933 w wyniku choroby serca. Miał 69 lat.

### Życie prywatne
Thomas był dwukrotnie żonaty. Jego pierwszą żoną była Henrietta Lee Ingleby, którą poślubił w 1889 i miał z nią troje dzieci. W 1901 Henrietta zmarła. Osiem lat po śmierci żony Thomas poślubił jej siostrę, Clarę Ingleby, z którą pozostał aż do śmierci i miał z nią syna. Jeden z jego synów z pierwszego małżeństwa zginął na froncie zachodnim podczas I wojny światowej.